# Salvador Ballesta
Salvador Ballesta Vialcho (Zaragoza, 22 mei 1975) - alias Salva - is een Spaans voormalig voetballer. Hij was actief van 1994 tot en met 2010. Van 2000 tot en met 2004 speelde hij vier keer in het Spaans voetbalelftal.

## Carrière
Salva debuteerde in 1996 in het eerste elftal van Sevilla FC. In 1998 vertrok hij naar Racing de Santander. Bij deze club werd de aanvaller in het seizoen 1999/00 met 25 doelpunten topscorer (pichichi) van de Primera División. In 2000 ging Salva bij Atlético Madrid spelen. In 33 duels in de Segunda División A maakte hij twintig doelpunten. In 2001 werd Salva gecontracteerd door Valencia CF. Na een seizoen werd hij verhuurd aan achtereenvolgens Bolton Wanderers (2002/03), Málaga CF (2003/04) en Atlético Madrid (2004/05). In 2005 vertrok Salva definitief bij Valencia en hij tekende bij Málaga.

## Patriottisme
Salva heeft in Spanje een omstreden reputatie. De speler staat bekend om zijn fervent patriottisme; in interviews verwijst hij vaker naar het "zich Spanjaard voelen" en het "verdedigen van Spanje". Ook wordt hij in verband gebracht met extreemrechtse groeperingen. Onder andere verleent hij medewerking aan extreemrechtse websites. Dit komt ook gedeeltelijk terug in het vieren van veel van zijn doelpunten: hij brengt een legergroet. Dit verwijst naar zijn respect voor het Spaanse leger (zijn vader diende in het leger), maar zou indirect ook moeten verwijzen naar zijn vermeende voorliefde voor oud-dictator Francisco Franco. De speler heeft in het verleden ook aangegeven graag oud-kolonel Antonio Tejero te willen ontmoeten die in 1981 een staatsgreep poogde te plegen in Spanje.
Ook heeft hij op de Spaanse radiozender Onda Cero laten weten "meer respect te hebben voor een hondendrol dan voor Oleguer Presas". Deze Catalaanse voetballer staat bekend om zijn Catalaans nationalisme en zijn weigering om uit te komen voor Spanje. Salva zei dit na uitlatingen van Oleguer over juridische verwikkelingen omtrent de Baskische terrorist Iñaki de Juana Chaos.

## Statistieken
| seizoen | club                  | land              | competitie         | wed. | goals |
| ------- | --------------------- | ----------------- | ------------------ | ---- | ----- |
| 1994/95 | Sevilla B             | Vlag van Spanje   | Segunda División A | 16   | 4     |
| 1995/96 | Sevilla FC            | Vlag van Spanje   | Primera División   | 1    | 0     |
| 1995/96 | Sevilla B             | Vlag van Spanje   | Segunda División A | 19   | 6     |
| 1995/96 | → Écija Balompié      | Vlag van Spanje   | Segunda División A | 17   | 2     |
| 1996/97 | Sevilla FC            | Vlag van Spanje   | Primera División   | 34   | 12    |
| 1997/98 | Sevilla FC            | Vlag van Spanje   | Segunda División A | 14   | 3     |
| 1998/99 | Racing Santander      | Vlag van Spanje   | Primera División   | 16   | 2     |
| 1999/00 | Racing Santander      | Vlag van Spanje   | Primera División   | 37   | 27    |
| 2000/01 | Atlético Madrid       | Vlag van Spanje   | Segunda División A | 33   | 21    |
| 2001/02 | Valencia CF           | Vlag van Spanje   | Primera División   | 22   | 5     |
| 2002/03 | Valencia CF           | Vlag van Spanje   | Primera División   | 2    | 0     |
| 2002/03 | → Bolton Wanderers FC | Vlag van Engeland | Premier League     | 6    | 0     |
| 2003/04 | → Málaga CF           | Vlag van Spanje   | Primera División   | 34   | 18    |
| 2004/05 | → Atlético Madrid     | Vlag van Spanje   | Primera División   | 28   | 6     |
| 2005/06 | Málaga CF             | Vlag van Spanje   | Primera División   | 34   | 6     |
| 2006/07 | Málaga CF             | Vlag van Spanje   | Segunda División A | 19   | 10    |
| 2006/07 | → Levante UD          | Vlag van Spanje   | Primera División   | 4    | 3     |
| 2007/¿? | Málaga CF             | Vlag van Spanje   | Segunda División A | 0    | 0     |